# Bamusso
Bamusso est une commune du Cameroun située dans la région du Sud-Ouest et le département du Ndian.

## Géographie
| Kombo-Itindi    | Ekondo-Titi     | Mbonge |
| Golfe de Guinée | Bamusso         | Mbonge |
|                 | Golfe de Guinée | Idenau |

## Population
Lors du recensement de 2005, la commune comptait 19 230 habitants.

## Chefferie traditionnelle

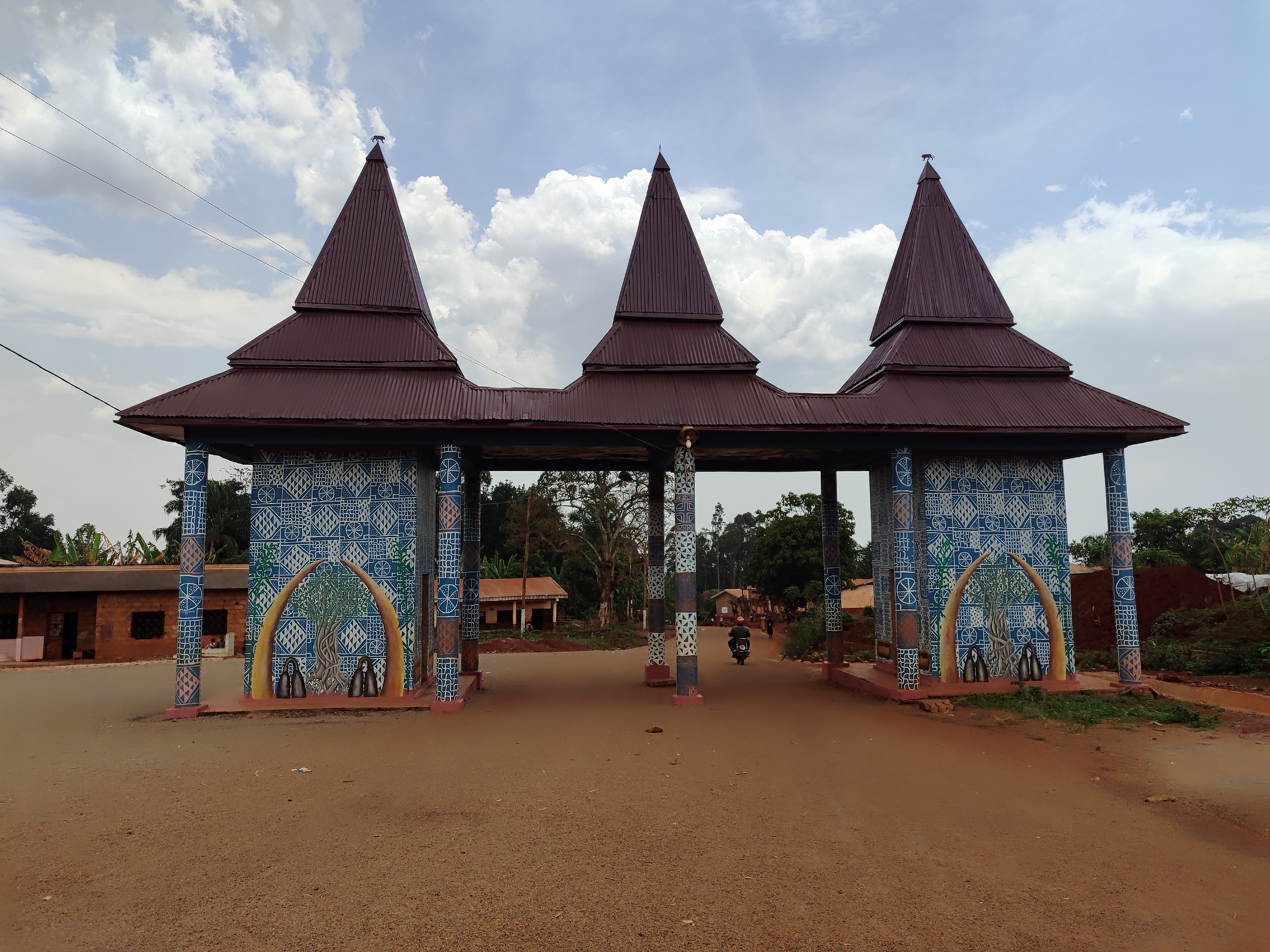
Ce fichier représente l'Entrée du Palais Royal Bamousso à l'Ouest Cameroun

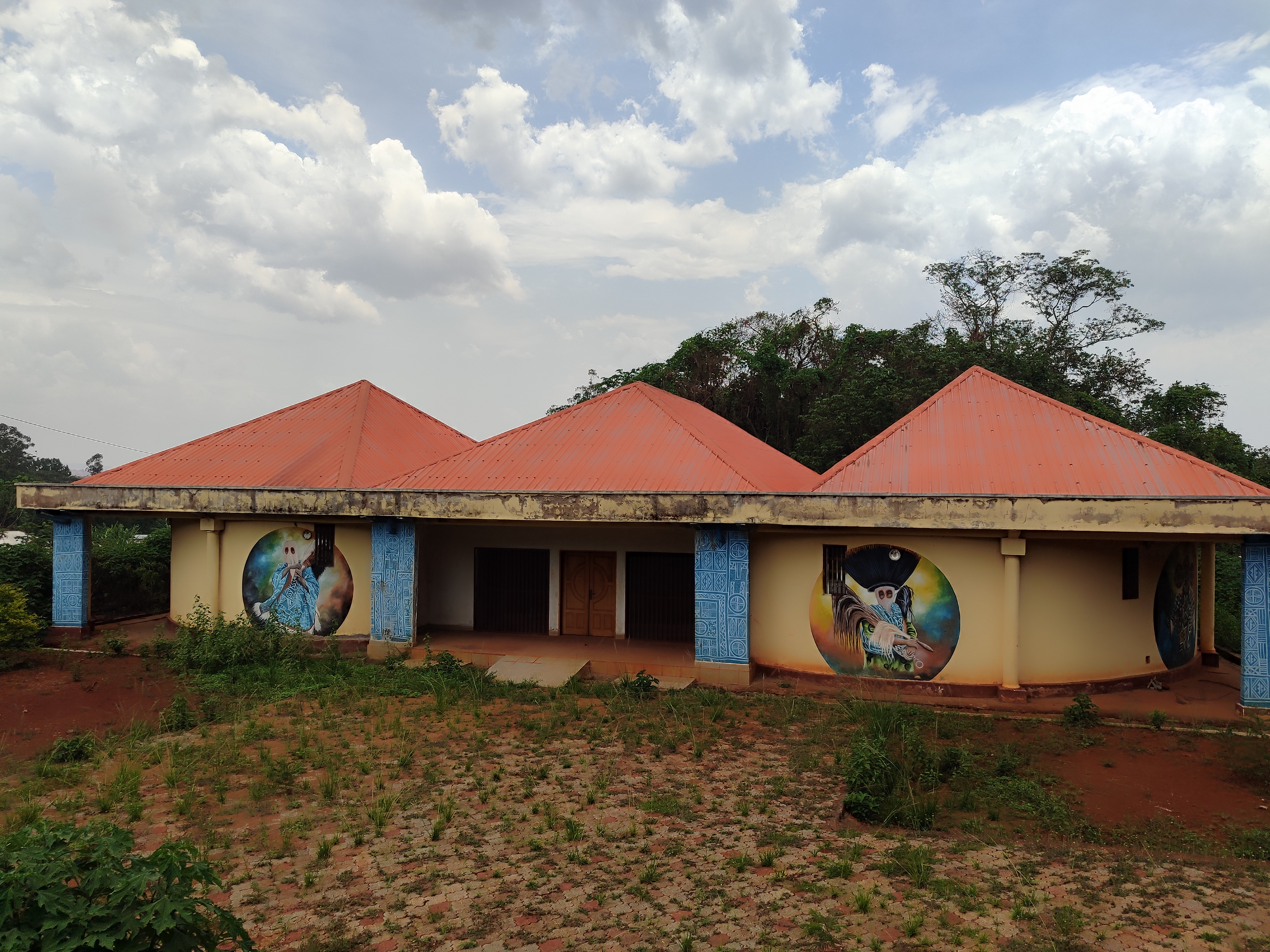
Ce fichier représente le musée Bamousso à l'Ouest Cameroun

## Structure administrative de la commune
Outre Bamusso proprement dit, la commune comprend 27 villages suivants  :
- Baba Ekombe
- Barombi Mokoko
- Barombi Ngatame
- Bassenge I
- Bassenge II
- Bassenge III
- Bekarakara
- Bekumu
- Betika
- Big Belle
- Boa Balondo
- Boma I Kombo
- Boma II Kombo
- Bonjale
- Dikome
- Diongo
- Edikende
- Ekofarm
- Ekombe Liongo
- Ekombe Mofako
- Ekombe Water Fall
- Illoani
- Inefok
- Jonas Kombo
- Kokowaro
- Kombo A Mokoko
- Likoke-Zion
- Mbamba Meme
- Mbongo
- Meme
- Mokabatanda
- Mokoko
- Monungo
- New Kesse
- Njangassa
- Njongi
- Njongi Camp
- Three Corners Ekombe